# Brazylia na Zimowych Igrzyskach Olimpijskich 2002
Brazylię na Zimowych Igrzyskach Olimpijskich 2002 reprezentowało dziesięcioro zawodników: ośmiu mężczyzn i dwie kobiety. Był to czwarty start reprezentacji Brazylii na zimowych igrzyskach olimpijskich.

## Narciarstwo alpejskie
Mężczyźni
| Zawodnik        | Konkurencja   | Wyścig 1 | Wyścig 2          | Suma              | Suma    |
| Zawodnik        | Konkurencja   | Czas     | Czas              | Czs               | Miejsce |
| --------------- | ------------- | -------- | ----------------- | ----------------- | ------- |
| Nikolai Hentsch | Slalom gigant | 1:23.07  | Zdyskwalifikowany | Zdyskwalifikowany | –       |

Kobiety
| Zawodniczka     | Konkurencja   | Wyścig 1 | Wyścig 2 | Suma    | Suma    |
| Zawodniczka     | Konkurencja   | Czas     | Czas     | Czas    | Miejsce |
| --------------- | ------------- | -------- | -------- | ------- | ------- |
| Mirella Arnhold | Slalom gigant | 1:37.44  | 1:36.30  | 3:13.74 | 48      |

## Biegi narciarskie
Mężczyźni
| Konkurencja                     | Zawodnik        | Wyścig    | Wyścig  |
| Konkurencja                     | Zawodnik        | Czas      | Miejsce |
| ------------------------------- | --------------- | --------- | ------- |
| Bieg na 50 km stylem klasycznym | Alexander Penna | 3'23:58.7 | 57      |

Kobiety
| Konkurencja                     | Zawodniczka          | Wyścig  | Wyścig  |
| Konkurencja                     | Zawodniczka          | Czas    | Miejsce |
| ------------------------------- | -------------------- | ------- | ------- |
| Bieg na 10 km stylem klasycznym | Franziska Becskehazy | 46:46.0 | 57      |

## Saneczkarstwo
Mężczyźni
| Zawodnik         | Ślizg 1 | Ślizg 1 | Ślizg 2 | Ślizg 2 | Ślizg 3 | Ślizg 3 | Ślizg 4 | Ślizg 4 | Suma     | Suma    |
| Zawodnik         | Czas    | Miejsce | Czas    | Miejsce | Czas    | Miejsce | Czas    | Miejsce | Czas     | Miejsce |
| ---------------- | ------- | ------- | ------- | ------- | ------- | ------- | ------- | ------- | -------- | ------- |
| Renato Mizoguchi | 47.773  | 45      | 50.036  | 48      | 53.349  | 48      | 48.742  | 43      | 3:19.900 | 46      |
| Ricardo Raschini | 46.309  | 34      | 46.977  | 39      | 46.464  | 37      | 56.897  | 48      | 3:16.647 | 45      |

## Bobsleje
Mężczyźni
| Osada | Zawodnicy                                                                    | Konkurencja | Ślizg 1 | Ślizg 1 | Ślizg 2 | Ślizg 2 | Ślizg 3 | Ślizg 3 | Ślizg 4 | Ślizg 4 | Suma    | Suma    |
| Osada | Zawodnicy                                                                    | Konkurencja | Czas    | Miejsce | Czas    | Miejsce | Czas    | Miejsce | Czas    | Miejsce | Czas    | Miejsce |
| ----- | ---------------------------------------------------------------------------- | ----------- | ------- | ------- | ------- | ------- | ------- | ------- | ------- | ------- | ------- | ------- |
| BRA-1 | Eric Maleson Matheus Facho Inocêncio Édson Bindilatti Cristiano Rogério Paes | Czwórki     | 48.91   | 31      | 48.76   | 29      | 49.44   | 27      | 49.62   | 27      | 3:16.73 | 27      |